# Pelargonium ceratophyllum
Pelargonium ceratophyllum ist eine Pflanzenart aus der Gattung der Pelargonien (Pelargonium) innerhalb der  Familie der Storchschnabelgewächse (Geraniaceae). Sie ist in Namibia und in Südafrika beheimatet.

## Beschreibung

### Vegetative Merkmale
Pelargonium ceratophyllum wächst als laubabwerfender, unregelmäßig verzweigter, sukkulenter Halbstrauch und erreicht Wuchshöhen von bis zu 20 Zentimetern. Die Sprossachsen sind relativ dünn. Die fiederschnittigen bis doppelt fiederschnittigen, sukkulenten Laubblätter, deren Segmente gerundet sind, fallen im Sommer ab.

### Generative Merkmale
Die Teilblütenstände enthalten ein bis drei Blüten. Die zwittrigen Blüten sind zygomorph und fünfzählig mit doppelter Blütenhülle. Die fünf Kronblätter sind weiß, gelblich oder rosafarben. Die beiden oberen Kronblätter sind schmal elliptisch bis schmal eiförmig geformt, an der Basis geöhrt und plötzlich mehr als 90° zurückgebogen; an der Basis tragen sie eine feine, federartige purpurfarbene Markierung. Die unteren drei Kronblätter sind schmal elliptisch bis eiförmig geformt und laufen zur Basis hin scharf spitz zu; sie sind weniger stark zurückgebogen und selten an der Basis rosafarben getönt. Es sind fünf fertile und gleich lange Staubblätter vorhanden. Der Pollen ist orangefarben.

### Chromosomenzahl
Die Chromosomenzahl beträgt 2n = 22.

## Vorkommen und Gefährdung
Das Verbreitungsgebiet von Pelargonium ceratophyllum liegt in den Küstengebieten von Namibia und der südafrikanischen Provinz Nordkap.
Pelargonium ceratophyllum wird in der Roten Liste der gefährdeten Pflanzenarten Südafrikas bei einer Erhebung im Jahr 2005 als „Least Concern“ = „nicht gefährdet“ bewertet.

## Systematik
Die Erstbeschreibung als Pelargonium ceratophyllum erfolgte 1789 durch Charles Louis L’Héritier de Brutelle. Die Art Pelargonium ceratophyllum gehört zur Sektion Otidia (Sweet) G.Don in der Gattung der  Pelargonium. Ein Synonym für Pelargonium ceratophyllum L’Hér. ist Pelargonium dasycaule Haworth.

## Nachweise